# Diomma bindrai
Diomma bindrai är en insektsart som först beskrevs av Irena Dworakowska och Sohi 1978.  Diomma bindrai ingår i släktet Diomma och familjen dvärgstritar. Inga underarter finns listade i Catalogue of Life.